# M1917 Enfield

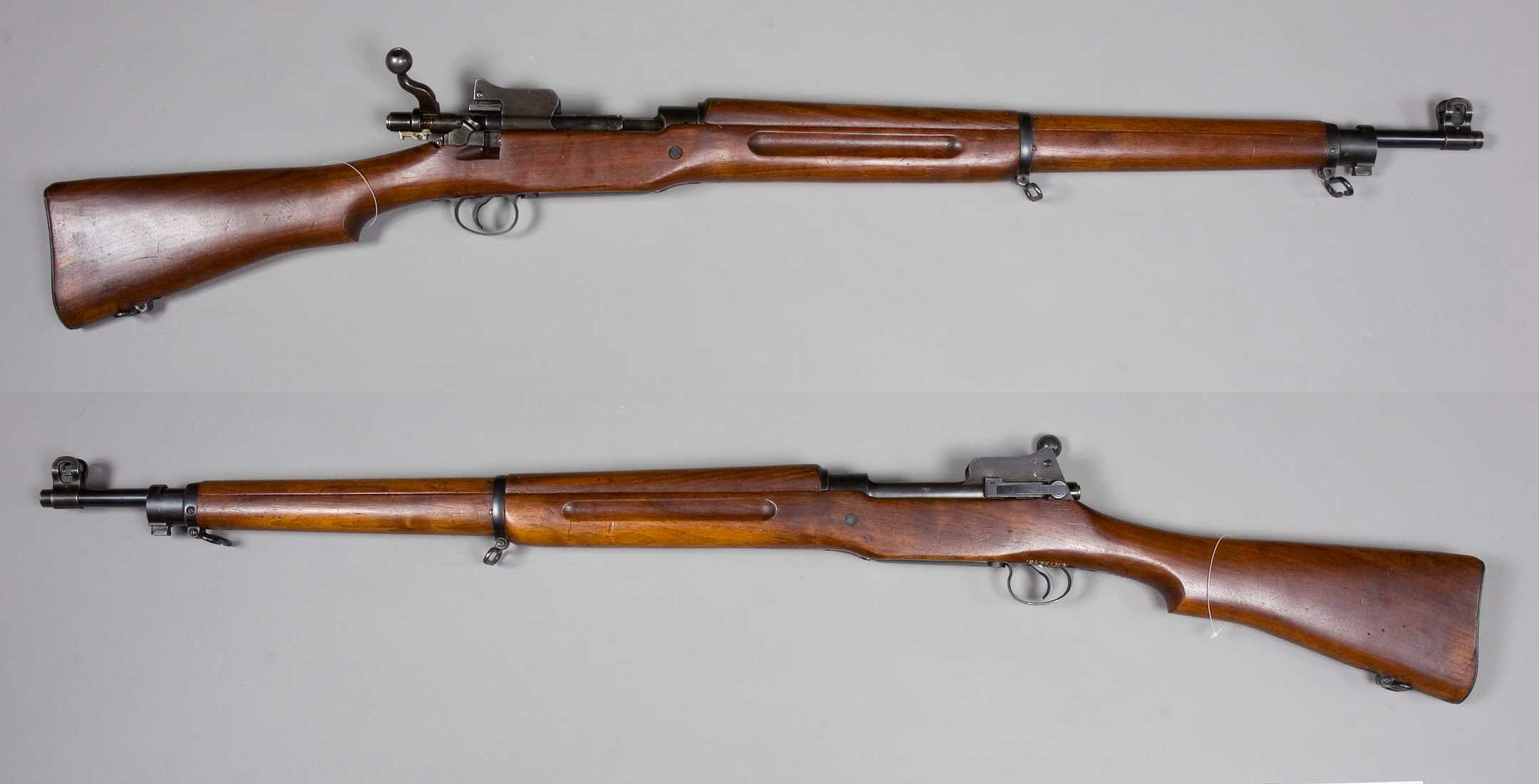
O fuzil M1917 Enfield, versão dos EUA do Pattern 1914 Enfield.

O M1917 Enfield (formalmente United States Rifle, cal .30, Model of 1917 e informalmente "American Enfield") é uma modificação e produção americana do fuzil Pattern 1914 Enfield (P14) que usava o cartucho .303-polegadas (7.7 mm)  (listado no "British Service" como "Rifle No. 3") desenvolvido e fabricado durante o período de 1917-1918. Numericamente, foi o principal rifle usado pelas Forças Expedicionárias Americanas na Europa durante a Primeira Guerra Mundial. A "Sirius-patruljen", na Groenlândia, ainda usa o M1917, que tem um desempenho confiável em condições árticas, como arma de serviço.

## Visão geral
O M1917 Enfield foi produzido em grande quantidade maiores pela Remington (na Illion, NY - 545.541 unidades e Eddystone, PA - 1.181.908 unidades) e pela Winchester (New Haven, CT - 465.980 rifles), o US M1917 Enfield era uma modificação do fuzil de serviço padrão britânico Pattern 1914 Enfield no cartucho .303 British para o .30-06 Springfield já bastante difundido e aceito nos EUA utilizando clipes de 5 tiros. Esse fuzil adotou a distinta baioneta Enfield M1917, com duas ranhuras paralelas no cabo de madeira entre o punho e a proteção e embainhadas em uma longa bainha de couro pintada de verde oliva.

## Galeria

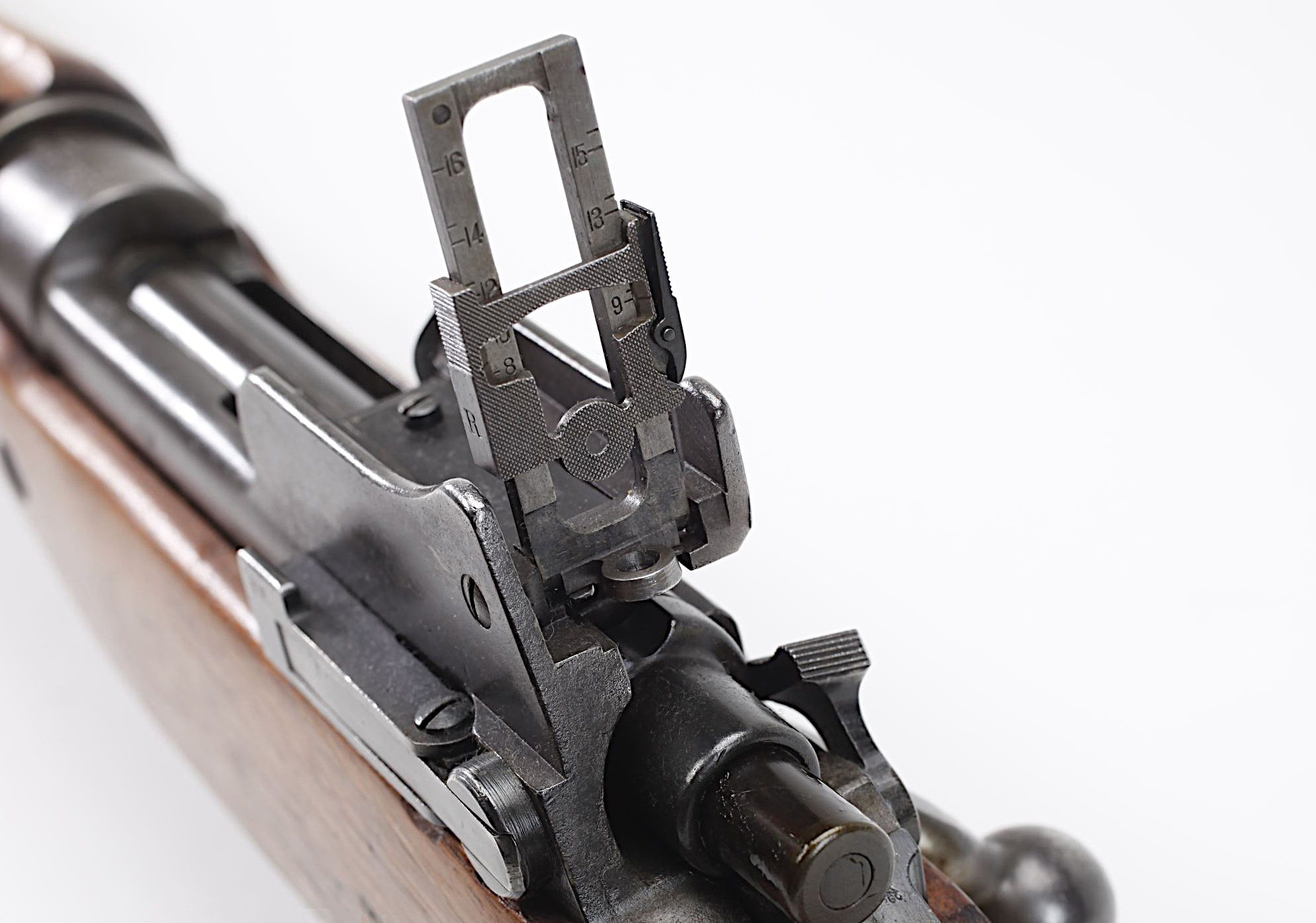
Vista da culatra e da mira traseira
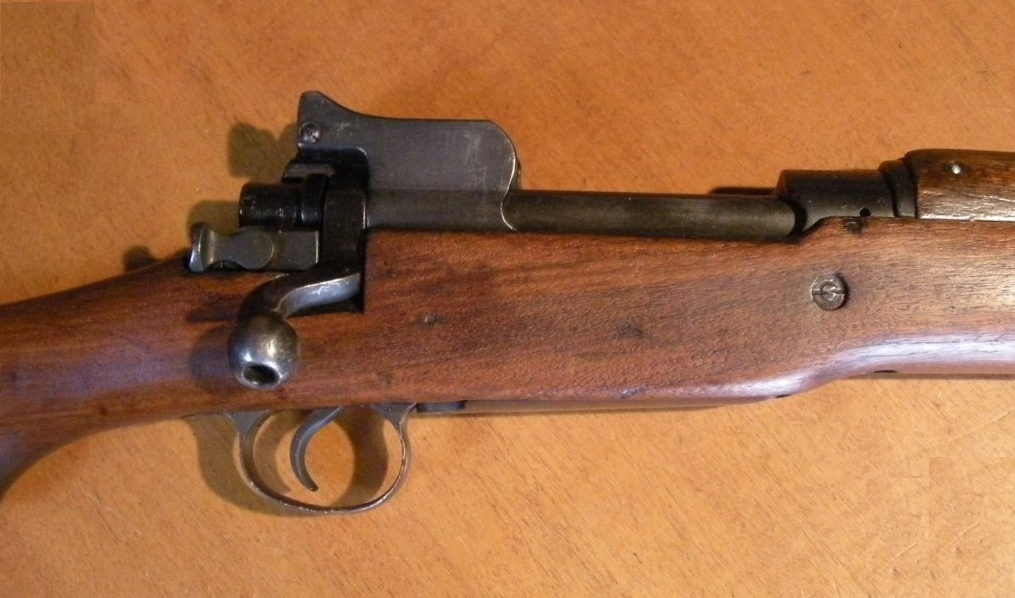
O mecanismo de ação de ferrolho
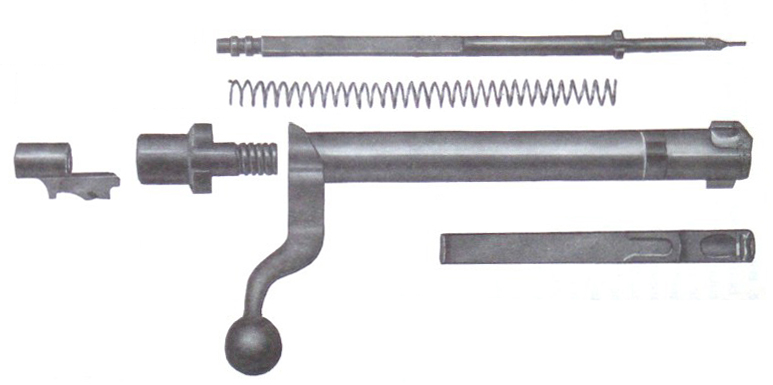
O ferrolho